# Маду-Ганга
Маду-Ганга — залив (эстуарий) в округе Галле на Шри-Ланке. Маду-Ганга находится в 88 км к югу от Коломбо и 35 км к северу от города Галле.
Площадь залива — 915 гектаров, из них 770 приходятся на открытую воду и 145 — на острова. Площадь водосбора — 6061 га. Северный и северо-западный берега покрыты мангровыми лесами. В них преобладает дерево Lumnitzera Littorea. Доминирующий вид сельского хозяйства в окрестностях — выращивание корицы.
В Маду-Ганге и его окрестностях зафиксировано 302 вида растений, из которых 121 относятся к древесным формам; 248 видов животных.
В 2003 году водно-болотные угодья Маду-Ганга официально взяты под защиту Рамсарской конвенции.

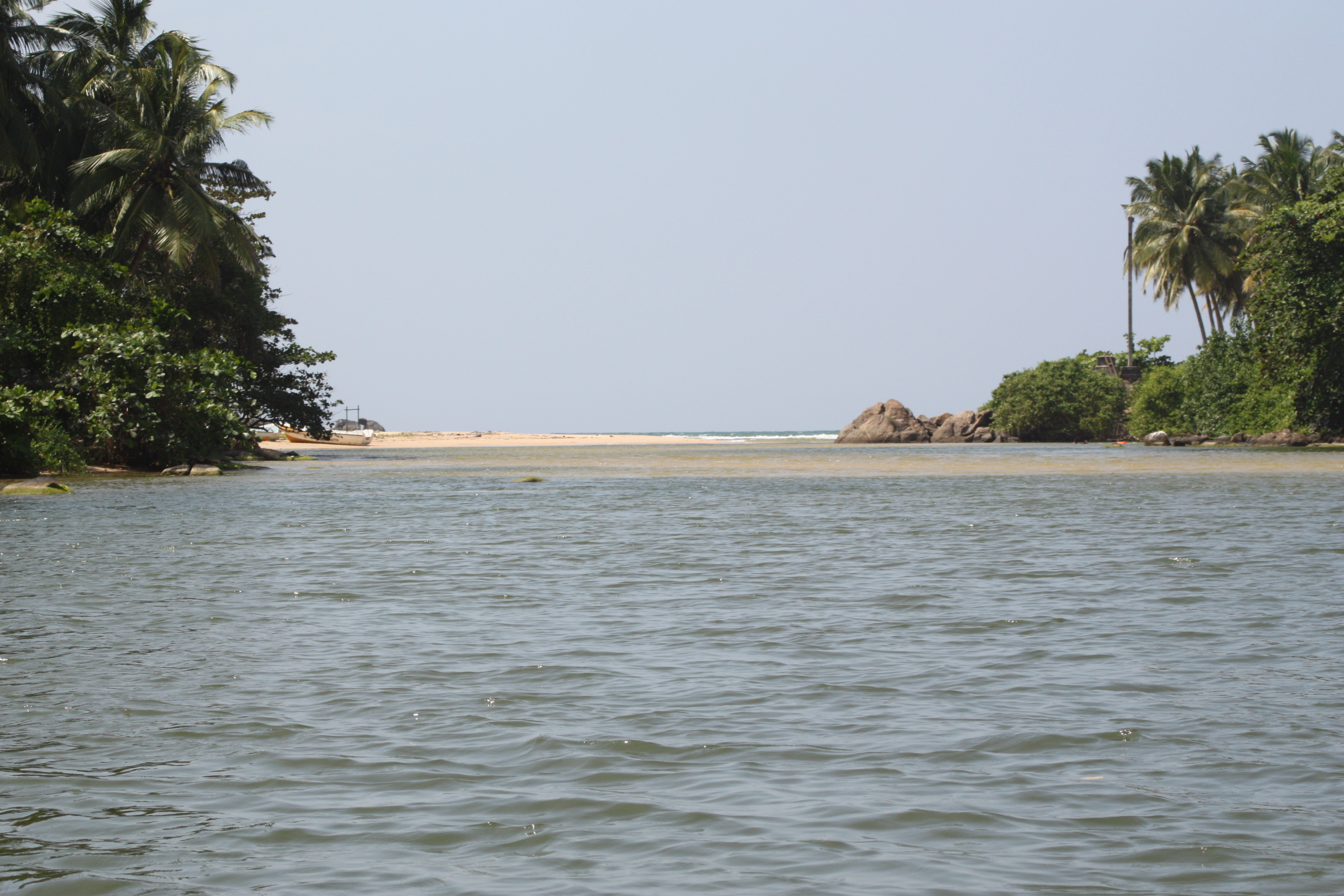
Устье Маду-Ганги

Буддийская школа Амаяпуя-никая провела свою первую упасампаду (церемонию высшего посвящения) на множестве лодок, заякорённых в протоке в 1803 году. Буддийский храм Котдува расположен на изолированном острове на озере.